# Pachycondyla sculpturata
Pachycondyla sculpturata är en myrart som beskrevs av Vladimir Aphanasjevich Karavaiev 1925. Pachycondyla sculpturata ingår i släktet Pachycondyla och familjen myror. Inga underarter finns listade i Catalogue of Life.